# 八雲警察署
八雲警察署（やくもけいさつしょ）は、北海道警察函館方面本部が管轄する警察署の一つである。

## 管轄区域
- 渡島総合振興局
  - 二海郡八雲町
  - 山越郡長万部町

## 所在地
- 北海道二海郡八雲町富士見町113

## 沿革
- 1884年　函館警察署山越分署として発足。
- 年代不明　長万部分署を設置。
- 1921年　八雲警察署に昇格。長万部分署を長万部警察署に昇格。
- 1948年　警察法施行に伴い、自治体警察の八雲警察署、長万部警察署に分離発足。
- 1954年　警察法の改正により北海道警察に統合され函館方面八雲警察署となる。それに伴い長万部警察署を本署と統合し長万部町域の管轄を本署に変更する。
- 2005年　10月1日、八雲町と熊石町の合併により、熊石地区の管轄を江差警察署から本署に変更する。
- 2021年　旧函館方面本部交通課交通機動隊長万部分駐所の解体工事を完了。長万部交番の解体工事並びに新築工事を開始。

## 組織
- 署長（警視）
- 副署長兼警務課長（警視）
- 警務課（警務係、犯罪被害者支援係、相談係、管理係）
- 会計係
- 刑事・生活安全課（生活安全係、刑事係）
- 地域課（地域係）
- 交通課（交通係）
- 警備係

## 交番・駐在所
括弧内は所在地を表す。

### 八雲町
- 相沼駐在所（二海郡八雲町熊石相沼1-5）
- 落部駐在所（二海郡八雲町落部12）
- 熊石駐在所（二海郡八雲町熊石根崎71）
- 野田生駐在所（二海郡八雲町野田生246-1）

### 長万部町
- 長万部交番（山越郡長万部町字長万部（元町）183-2）
- 国縫駐在所（山越郡長万部町字国縫56-1）
- 静狩駐在所（山越郡長万部町字静狩52-8）